# Crossomitrium saprophilum
Crossomitrium saprophilum là một loài rêu trong họ Pilotrichaceae. Loài này được Broth. mô tả khoa học đầu tiên năm 1921.